# Xestia tangens
Xestia tangens là một loài bướm đêm trong họ Noctuidae.